# Instituto Andaluz del Patrimonio Histórico
El Instituto Andaluz del Patrimonio Histórico (IAPH) es una institución pública española, adscrita a la Consejería de Turismo, Cultura y Deporte de la Junta de Andalucía, dedicada al patrimonio cultural desde 1989. Agencia pública desde 2007 y acreditado como instituto de investigación desde 2011, el IAPH participa en la generación de conocimiento innovador en patrimonio, y en su transferencia, y ayuda a orientar las políticas culturales como factor de desarrollo y crecimiento inteligente en Andalucía.
Con el objetivo de desarrollar y actualizar criterios, metodologías y protocolos el IAPH registra, analiza y difunde información sobre el patrimonio cultural, investigando en teorías, métodos y técnicas aplicadas a su documentación, y ejecuta proyectos interdisciplinares de conservación y puesta en valor de bienes muebles e inmuebles. Al mismo tiempo ofrece servicios especializados de asesoramiento y análisis, y propone una amplia oferta formativa destinada a mejorar las capacidades del sector profesional andaluz.

## Ubicación
La sede principal del IAPH se encuentra en la Isla de la Cartuja de Sevilla. Este enclave, junto al río Guadalquivir, se tiene constancia de que ha estado habitado desde el siglo XII, época en la que había un barrio alfarero musulmán, posteriormente en el siglo XIV fue el claustro de legos del Monasterio de La Cartuja de Sevilla, durante el período de ocupación francesa de la Guerra de Independencia (1808-14) tuvo funciones de cuartel, y entre 1841 y 1982 fue fábrica de loza de Pickman. Estos espacios de huertas, celdas, almacenes, molinos son transformadas, con diverso éxito y criterio, en 1992 con ocasión de la Exposición Universal de Sevilla.
En el Conjunto del Monasterio de la Cartuja, con la rehabilitación se ubicaron otras instituciones públicas de carácter educativo y cultural, pretendiendo que este enclave pasara de fábrica de cerámica a factoría cultural. El Organismo Autónomo Administrativo Centro Andaluz de Arte Contemporáneo y la denominada Universidad Internacional de Andalucía es una institución pública creada por Ley de la Comunidad Autónoma de Andalucía en el año 1994, que nació con el objetivo de contribuir a la creación, desarrollo, transmisión y crítica de la ciencia, de la técnica y de la cultura, mediante la docencia, la investigación coordinada y el intercambio de información científica y tecnológica de interés a nivel internacional e interregional, son los organismos con los que comparte el espacio en este lugar.
La otra sede con que cuenta el IAPH es el Centro de Arqueología Subacuática de Andalucía, que se encuentra enclavado sobre la gaditana playa de La Caleta, en el Balneario de la Palma y el Real. Este edificio data de los años 20 del siglo XX y ha tenido diversas funciones durante ese siglo, como son Balneario, Escuela de Flechas Navales, alternó servicios de baños con usos hoteleros e incluso salón de celebraciones.
Debido a la mala calidad de su estructura se llegó a plantear su demolición, pero fue en 1990 cuando la Consejería de Cultura de la Junta de Andalucía lo declara Bien de Interés Cultural (BIC).[cita requerida] Una vez finalizada su rehabilitación se tomó la decisión de destinarlo a su cometido actual.[cita requerida]

## Objetivos y funciones
Según la Ley 5/2007, de 26 de junio el Instituto Andaluz del Patrimonio Histórico se configura como un organismo cuyos fines son la intervención, investigación e innovación, documentación, comunicación y desarrollo del patrimonio cultural en el marco de los planes de investigación, desarrollo e innovación de la Junta de Andalucía.
Y sus funciones serán las siguientes, además de las que se prevean en sus estatutos:
- El análisis, estudio, desarrollo y difusión de teorías, métodos y técnicas aplicadas a la tutela del patrimonio histórico y a su protección, conservación, gestión, investigación y difusión.
- La realización de informes, diagnósticos, proyectos y actuaciones en materia de protección, intervención, documentación, investigación y comunicación de los bienes culturales.
- El desarrollo de proyectos y actuaciones en materia de conservación y restauración del patrimonio histórico.
- La realización de actuaciones en materia de investigación del patrimonio histórico en el ámbito de sus competencias.
- La integración, coordinación y sistematización de la información y documentación en materia de patrimonio histórico, para contribuir al estudio y conocimiento de los bienes culturales de Andalucía.
- El establecimiento de planes de formación de especialistas en los distintos campos del patrimonio histórico, promoviendo y organizando actividades formativas.
- El fomento de la colaboración con instituciones privadas y organismos públicos en relación con las funciones del Instituto previstas en esta Ley y las que en su desarrollo se determinen en los estatutos, prestando especial atención a los convenios de colaboración con las Universidades públicas de Andalucía en materia de formación e investigación.